# Niceto Alcalá-Zamora

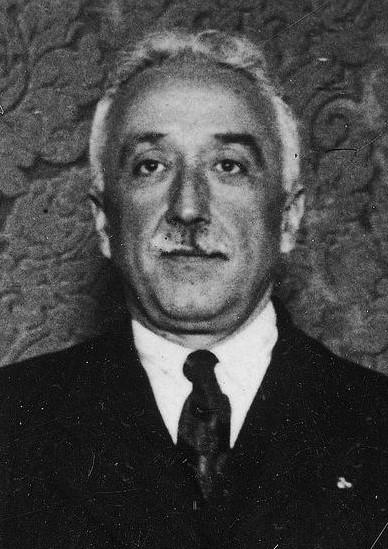
Niceto Alcalá-Zamora

Niceto Alcalá-Zamora y Torres (Priego de Córdoba, 6 juli 1877 – Buenos Aires, 18 februari 1949) was een Spaans politicus.

## Vroege carrière
Alcalá-Zamora was afkomstig uit een voornaam en oud geslacht. Hij studeerde rechten en werd advocaat. Vanaf 1906 was hij voor de Liberale Partij van Romanones lid van de Cortes. Van 1906 tot 1910 was hij directeur-generaal van de lokale administratie van Madrid. Alcalá-Zamora was meerdere malen minister en werd in 1922 minister van Oorlog. De staatsgreep van generaal Miguel Primo de Rivera bracht de liberale regering echter in 1923 ten val en vestigde een militaire dictatuur.

## President
Tijdens de dictatuur van Primo de Rivera (1923-1930) voerde Alcalá-Zamora oppositie tegen diens bewind. Hij werd eind jaren twintig een republikein. Hij was een der voormannen van de Partido Republicano Conservador (Conservatieve Republikeinse Partij). Volgens de Partido Republicana Conservador moest Spanje een republiek worden. Verdere hervormingen waren volgens de conservatieve republikeinen niet nodig. De kerk en katholiek erfgoed dienden te worden beschermd.
In 1930 kwam er een einde aan de dictatuur en koning Alfonso XIII stelde gemeenteraadsverkiezingen in het vooruitzicht. Alcalá-Zamora en andere republikeinen, maar ook socialisten, sloten het Verdrag van San Sebastián, dat het herinvoeren van de republiek vooropstelde. Na het sluiten van het Pact werd een Revolutionair Comité opgericht, waarvan Alcalá-Zamora de voorzitter werd. Dit Comité moest de revolutie voorbereiden. De revolutie zou aanvankelijk op 15 december 1930 plaatsvinden, maar omdat de revolutionairen langs elkaar heen werkten, wist de politie het complot ongedaan te maken.
De gemeenteraadsverkiezingen van april 1931 werden gewonnen door de republikeinen, de socialisten en de regionale partijen. Op 14 april werd de Tweede Spaanse Republiek uitgeroepen door het revolutionair comité onder leiding van Alcalá-Zamora en riep het revolutionair comité zichzelf uit tot interim-regering. Alcalá-Zamora en partijgenoot Miguel Maura traden in oktober 1931 als protest tegen de antiklerikale wetgeving af. Niettemin accepteerde Alcalá-Zamora in december 1931 het presidentsambt. De linkse republikein Manuel Azaña werd minister-president. 
De regering-Azaña viel in september 1933. De verkiezingen van oktober 1933 werden gewonnen door de centrumrechtse (voornamelijk katholieke) CEDA. Hoewel zelf een katholiek, benoemde Alcalá-Zamora niet CEDA-leider Gil-Robles tot premier, maar de politieke veteraan Alejandro Lerroux. 
De rechtse regering van Alejandro Lerroux (waar sinds oktober 1934 ook de CEDA deel van uitmaakte) viel in 1935. Na de verkiezingen van februari 1936 kwam het linkse Volksfront aan de macht en Manuel Azaña opnieuw premier. De politieke macht lag bijna geheel in handen van links. De linkse partijen in de Cortes zegden daarop hun vertrouwen op in president Alcalá-Zamora, die in mei 1936 aftrad. Spoedig daarna werd Azaña president.

## Na zijn presidentschap
Alcalá-Zamora trok zich terug uit de politiek. Na het uitbreken van de Spaanse Burgeroorlog in juli 1936 week hij uit naar Frankrijk. Later vestigde hij zich in Argentinië.
- Biblioteca Nacional de España: XX1720002
- Bibliothèque nationale de France: cb12278644f (data)
- Catàleg d'autoritats de noms i títols de Catalunya: 981058507350206706
- CiNii: DA0711712X
- Gemeinsame Normdatei: 121816842
- International Standard Name Identifier: 0000 0001 2095 8775
- Library of Congress Control Number: n79093022
- Nationale Bibliotheek van Tsjechië: kup20030000001142
- Nationale bibliotheek van Australië: 36216094
- Nationale Bibliotheek van Israël: 987007445424905171
- Nederlandse Thesaurus van Auteursnamen: 070112452
- Système universitaire de documentation: 031603718
- Trove: 1230874
- Virtual International Authority File: 32057978
- WorldCat: E39PBJbCKGx64GycwvvTrbth73